# Paciente identificado
El término paciente identificado se utiliza en un entorno clínico para describir a la persona a la que el grupo asigna el origen, causa o ser el que padece un problema determinado. Desde el punto de vista del enfoque sistémico de la terapia, este matiz es relevante, pues la actuación terapéutica no tiene por qué dirigirse hacia el "paciente identificado" sino hacia las relaciones del sistema familiar (o grupo).